# Gana Abba Kimet
Gana Abba Kimet (ur. 12 maja 1946) – czadyjski olimpijczyk, lekkoatleta, sprinter.
W roku 1972 Kimet brał udział w igrzyskach w Monachium. Startował w eliminacjach biegu na 100 (odpadł w eliminacjach).
Rekord życiowy:
100 m 10,03 (1970)